# Шлухзе
Шлухзе (нем. Schluchsee) — водохранилище на юге Шварцвальда в южной Германии. Расположено недалеко от города Санкт-Блазиен к юго-востоку от Титизе. Является самым крупным водоёмом Шварцвальда. Создано в котловине затопленного одноимённого озера.

## География
В наши дни длина водохранилища составляет 7,5 км, а ширина — около 1 км (по другим данным — 1,5 км). Максимальная глубина достигает 62 м. Площадь водного зеркала — 5,14 км². Объём воды — 114 млн м³. Водоём лежит на высоте 930 м над уровнем моря.
Оператором водохранилища является Schluchseewerk AG, которое управляет несколькими соединёнными друг с другом водохранилищами на разной высоте. Гидроаккумулирующая станция, расположенная близ Шлухзе, имеет мощность 100 мегаватт. С помощью насосов вода озера наполняется не только водой реки Шварца, но и водой Рейна.
На северном берегу расположена одноимённая община, известная с 1082 года, а также её районы Зебругг и Аха. С Титизе-Нойштадтом община соединена железной дорогой Dreiseebahn (линией трёх озёр), доходящей до Зебругга.

## История
Бетонная плотина 1929 и 1932 годами. Для строительства естественный уровень воды в озере в 1930 году был временно снижен на 13 м. При этом был обнаружен древний чёлн, датированный 650 годом и находящийся сегодня в археологическом музее в Констанце. В 1983 году в ходе ревизии была спущена почти вся вода, что приостановило обычный курортный режим, рыболовство и парусный спорт. Тем не менее, это редкое событие привлекло множество посетителей, так как вода обнажила затопленную инфраструктуру.